# Adaptace (umění)

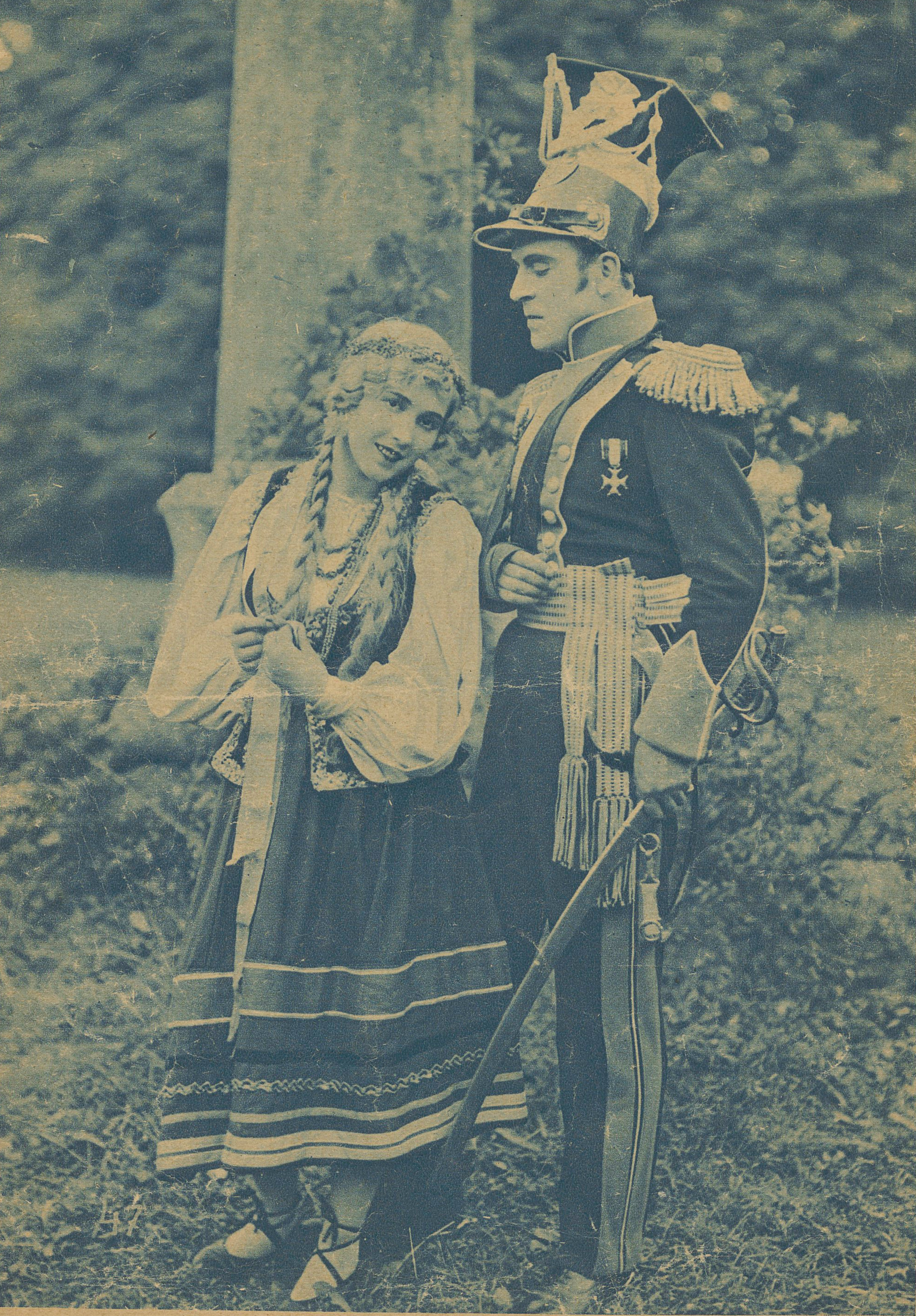
Snímek z filmové adaptace Tadeusz i Zosia

Adaptace v umění je přenos uměleckého díla z jednoho stylu, kultury nebo média do jiného. Může se jednat o adaptaci literárního díla pro film nebo přeměnu uměleckého díla pro nové publikum.

## Příklady adaptací
- Filmová adaptace – příběh z jiného díla adaptovaný pro film (v českém prostředí např. film Rozmarné léto).
- Literární adaptace – příběh z jiného díla adaptovaný do literárního díla[1] (v českém prostředí např. převyprávění Robinsona Crusoe Josefem Věromírem Plevou).
- Divadelní adaptace – příběh z jiného díla adaptovaný do divadelní podoby (v českém prostředí např. Manon Lescaut Vítězslava Nezvala).

## Historie adaptace umění
Praxe adaptace byla v umění běžná již ve starověké řecké kultuře, například při adaptaci mýtů a vyprávění pro jeviště (Aischylovy, Sofoklovy a Euripidovy adaptace Homéra).
Shakespeare byl adaptátorem, protože téměř všechny jeho hry jsou silně závislé na již existujících zdrojích.
Před romantickými představami o originalitě bylo v západní kultuře kopírování klasických autorů považováno za klíčovou estetickou praxi. Toto neoklasické paradigma vyjádřil Alexander Pope, který ve svém Eseji o kritice („Essay on Criticism") přirovnal kopírování Homéra ke kopírování přírody.
Podle Popea bylo úkolem spisovatele obměňovat existující myšlenky: „Co bylo často myšleno, ale ne tak dobře vyjádřeno;“. V 19. století se mnoho evropských národů snažilo znovu objevit a přizpůsobit středověké příběhy, aby mohly být využity k různým druhům nacionalismu.